# 嚴武 (孫吳)
嚴武（？—？），字子卿，三國時期東吳棋士。擅下圍棋，同輩中無人能勝過嚴武，所以有「棋聖」之稱，與同時期擅長不同技藝的吳範、劉惇、趙達、皇象、曹不興、宋壽和鄭嫗合稱東吳「八絕」。

## 家庭

### 父親
- 嚴畯，三國時期東吳官吏，官至衛尉。

## 評價
- 抱朴子曰：「世人以人所尤長，眾所不及者，便謂之聖。故善圍棋之無比者，則謂之棋聖，故嚴子卿馬綏明於今有棋聖之名焉。」

- 弈旦評曰：「有人中龍，則吳之嚴子卿、馬思明，爾時呼為弈聖是也。」